# ノドン
ノドンは

北朝鮮の弾道ミサイルの射程

1. 朝鮮民主主義人民共和国（北朝鮮）咸鏡北道の日本海沿いの町。（「ノドン」は韓国においての発音（ソウル方言）であり、北朝鮮では「ロドン」と発音（平壌方言）される）
2. 北朝鮮が開発した準中距離弾道ミサイルの名前。本項で詳述する。

## 概要
ノドンは北朝鮮が開発した準中距離弾道ミサイル (MRBM)。「蘆洞/로동（北）、노동（南）」とはこのミサイルが確認された地名のソウル方言による発音から西側がつけたコードネームであり、北朝鮮では「火星7号」と呼称される。北朝鮮は自国の弾道ミサイルに「火星」の呼称を使用しており、スカッドBを「火星5号」、スカッドCを「火星6号」、ムスダンを「火星10号」と呼称している。日本では当初、一部のマスメディアが「労働」という字を当てていたが、これは朝鮮語において「蘆洞」と「勞動」が同音（ソウル方言: 노동、平壌方言: 로동）であることからの誤解である。
開発国の北朝鮮のほか、事実上の輸出型がパキスタンとイランにも配備されている。またかつてはリビアが配備していた。

## 開発・配備経緯と発展型
- 1970年代以降、ソ連フロッグシリーズのリバースエンジニアリングと中国DF-61ミサイル開発への参加、エジプトからのスカッドBミサイル供与によって技術を獲得[2]。
- ノドンは1980年代後半からスカッド・ミサイルを元に開発を開始。1990年代前半には開発完了、1993年5月29日に試射が行われた。弾頭は日本海の能登半島北方350km 付近に着弾したと考えられていたが、後に日本の陸地上空を飛び越えて太平洋へ落下した可能性が示唆された。北朝鮮はこの直後からノドンの実戦配備を開始したと見られる。
- 配備直後に素材を軽金属に変更して改良したものと考えられている。
- 2006年北朝鮮は核実験を実行、同年時点でミサイル本体は200発（2009年時点で320発）。
- 2012年のペンタゴン報告では、発射機数は50基以下。
- さらに、北朝鮮は外貨獲得を目的としてノドンをイランやパキスタン、リビアなどに輸出していたと見られ、パキスタンのガウリ、イランのシャハブ3はノドンと同様か、若干の改良を加えたものと見られる。また北朝鮮は2006年7月5日に7発のミサイルをロシア沖の日本海に向けて発射したが、分析の結果、このうち2発目はノドンと見られている（朝日新聞2006年7月13日）。
- 北朝鮮では1500kmまで飛ぶロケットは坑道で系列的に生産しているとしている[3]。

### 軍事偵察衛星「万里鏡1号」開発との関係
2022年12月18日に西海衛星発射場で行われた軍事偵察衛星「万里鏡1号」に使用される各種部品の性能試験で打ち上げられたロケット2機が、ノドンを改造したものであると推定されている。このロケットは西海衛星発射場内に展開した輸送起立発射機（TEL）から発射され、高度500kmまで上昇し偵察衛星に使用される各種部品の性能試験を行った。

## 技術的特徴
ノドンは旧ソ連のR-17短距離弾道ミサイルを北朝鮮が拡大改良したものとなっている。全長16m、直径が1.35mで重量16tであり、液体燃料ロケットエンジンを使用した自走式準中距離弾道ミサイルで液体燃料は常温保存液体式、ペイロード約0.8t〜1.2t、CEP（半数命中半径）は190m〜2,500m、発射母体は車両や固定発射施設サイロとなっている。
誘導方式は、R-17が積載している3基のジャイロスコープが1組になった慣性誘導装置を使用している。FAS（米国科学者連盟）によれば、最近北朝鮮版R-17でCEP 50m、ノドンでCEP 190mと判明したとされており、"Previously thought to be several thousand meters"（「以前は数千メートルと考えられていた」）と記載されている。民生用のGPSを悪用してCEPを向上させている可能性があるとされている。
ノドンは液体燃料ロケットエンジンを使用するが、液体酸素・液体水素燃料と違い、1時間ほどで燃料注入が可能で、即応性もそれなりにあり、常温保存可能なものである。酸化剤は抑制赤煙硝酸、燃料は非対称ジメチルヒドラジンと見られている。また、赤煙硝酸は腐食性が強いので、腐食性を抑制するためフッ化水素等を0.6％混合した抑制赤煙硝酸を使っている。耐食性の弱い軽いタンクで1週間前後、耐食性の強い重いタンクで数ヶ月は充填したまま保存可能である。旧ソ連の潜水艦発射弾道ミサイルやサイロ式大陸間弾道ミサイルでは燃料・酸化剤を充填したまま数ヶ月の即応状態に就くこともあったが、射程の延伸のためにR-17の改設計を行ったノドンが、ペイロードを削るタンクの構造強化をどの程度行っているのかは不明であり、具体的な期間は判明していない。ただし、基本的にはR-17の拡大版であるだけに、エンジンの出力については倍程度となっている。
ノドンは移動可能であり、旧ソ連の MAZ 543P を国産化したミサイル発射車両 (TEL＝transporter-erector-launcher) に搭載されて、山岳地域に建設されたと言われる地下施設で発射待機をしていると推測されている。発射された場合、80秒ほどロケットモータが作動した後、弾頭部分が切り離され、目標に落下していくと考えられている。この時高度200kmまで上昇し、大気圏に再突入する際の速度は毎秒3kmになる。目標が日本なら6〜11分程度で日本各地へ着弾するとされる。射程は同型の実績を含めると1300km〜2000kmとなり、日本の大部分が射程となる。

## ノドンへの大量破壊兵器実装
弾頭はペイロードに合わせて高性能爆薬・核・生物化学兵器が選択可能である。多弾頭のMIRV技術についてはムスダンの原型であるR-27の技術移転の際に獲得している可能性はあるが、核弾頭の場合なら単弾頭と比較してさらなる小型化が必須であり、強化原爆か水爆の技術が必要とされる。2013年現在ではまだ途上と考えられ、結果的にMIRVは選択できないとみられる。ただし、強化原爆については、開発成功を示唆する分析も存在する事に注意が必要である。
ノドンや、北朝鮮の核開発の現状については不明な点も多い。ここでは異なった複数の専門家の意見があるので、両論を併記する形で提示する。しかし、楽観論に関しては技術的な事実よりも政治的な意図が入り、問題を矮小化しているとの指摘も見受けられる事に注意が必要である。

### 核弾頭

#### 楽観論
- 核ミサイルをブラフと見なし、北朝鮮にはミサイルに実装できる小型核弾頭はないとする意見。日本右派は、脅しに乗ることが援助を毟られる原因になると主張している。韓国左派は同胞に核ミサイルをむけるはずはなく、援助が欲しいからやっているので、援助を与えればやめさせる事ができると主張している。米国左派や日本左派は、ブッシュ政権の強硬路線の結果、態度を硬化させ不完全な核爆弾を持っただけであると主張している。ただし、2016年の時点で4度の核実験を行っている現実がある。
- 根拠
  - 1. 北朝鮮が開発途上国であること
  - 2. 北朝鮮のGDPが1.2-2兆円にすぎず、大規模な核開発には資金が足りないこと
  - 3. 米国ですら小型核弾頭の開発は初の核実験から数年を要していること
  - 4. 1994年時点でCIAが「北朝鮮は1-2発の原始的核爆弾を保有しているとCIAは51％信じる。ただし、ミサイルに搭載できるほど小型化されてはいないだろう」という報告書を出していること
  - 5. 通常、核実験は20kt以上で確実に作動させて示威する場合が多いのに対して、2006年の核実験は0.8ktで過早爆発の可能性が濃厚なため、20ktを狙って0.8ktという結果は完全な失敗と見なせること

#### 慎重論
- 楽観論は北朝鮮が工業的な後進国であるというイメージが一人歩きした上での主張に過ぎず、技術的な根拠は無く、危険性を軽視すべきではないとする意見。いかなる工業レベルであろうと資金を投入している以上、時が経つほど危険性が増す事は自明であるので、冷静に技術的レベルを分析して対策を練ろうとする考えである。
- 楽観論の根拠に対する反論
  - (1)中国がかつて発展途上国で、原始的な原爆の開発すら不可能と言われていたのに、実際にはミサイル搭載可能な小型核弾頭開発まで成功し、発展途上国に高度な兵器の開発は不可能という予測はいちど外れていること。
  - (2)北朝鮮のGDPは1.2-2兆円にすぎないが、天然資源売買・朝韓合弁事業収益・ミサイル輸出収益・麻薬偽札収益で国家税収を上回る収益を主として日本、韓国、イスラエル、アメリカ、フランス、サウジアラビアを除く海外から合法・不法に吸い上げており、その大部分を核ミサイル開発につぎ込んでいると推定されること。
  - (3)1994年のCIA報告時点で原始的な原爆を持っており、1998年5月30日に事実上の核実験を行ったと考えられているが、それから15年以上も経過しており、小型化が進んでいるのを疑う合理的な根拠が見当たらないこと[11][12]。
  - (4）北朝鮮は1994年に原始的核兵器を持っていた可能性が高く、1998年5月30日にパキスタンに委託して作動保証実験を行った可能性がある。この時の出力は15kt程度とされている。
    - 2006年10月9日のNHKにて軍事評論家の江畑謙介は、「（北朝鮮は）核弾頭を持ったと看なさざるをえない」との発言をした。海外でも、米シンクタンクISISの研究員らは2007年に北朝鮮は3個の小型核弾頭を持っている可能性があると報告しており[13]、グローバルセキュリティーの専門家などは、北朝鮮が実用的な核弾頭を持ったとする分析をしている。
    - 2008年に「核の闇市場」関係者のスイス人が逮捕されたが、そのPCから1960年代に中国で設計された弾道ミサイル搭載可能な核弾頭の設計図が発見され、小型核弾頭の設計図が闇市場で流通していた事が明らかになり、IAEAにおいては北朝鮮にその設計図が流れていると報告された[14][15]。

  - (5)示威目的で20ktの出力を目指すという指摘には根拠がない。実際、2006年の豊渓里核実験場での北朝鮮初の公式核実験において、中国に対し、計画出力は4ktであるといった事前通告が行われている（ちなみに、長崎型ファットマンは22kt）。難度の高い小型かつ低出力の核実験に挑んだ可能性がある事は科学者らに指摘されていたが[16]、実際、北朝鮮が申告した核実験のプルトニウム使用量は核分裂下限といわれる2kgであり、これによって懸念が裏書きされた[17]。1990年にIAEAは北朝鮮の黒鉛減速炉で生成されたプルトニウムを解析しているが、通常のプルトニウム臨界量を確保さえすれば過早爆発を起こす可能性は極めて低い高品質のものだと判断しており、過早爆発という根拠は疑わしいものとなっている[18]。この時の核実験は0.8〜2ktの出力だったとされるが、これはプルトニウムを限界以上に節約したため、設計された爆縮レンズの性能限界を超えるものとなり、計画出力に及ばなかったのだと言われている。しかし、4ktの低出力を出すには高度な技術が必要とされ、全くの不発ではなく0.8〜2ktなら及第点だとされるので、これに関しては1998年5月30日にプルトニウム原爆の試験を行っていたため行えた事であろう、とされる。
    - 2009年に豊渓里核実験場にて4ktの核実験に成功している。2006年の核実験の再テストだと言われている。
    - 2013年に豊渓里核実験場にて7〜40ktの核実験に成功している。強化原爆のテストではないかとされている。

以上の事から、慎重論の専門家らは1998年のパキスタンにおける代理核実験で基本的なプルトニウム原爆の爆縮レンズの作動確認を行い、2000年代までの核の闇市場からの技術移転で小型化への大いなる助けとなり、2006年の公式核実験で一定の成果をあげたが、少ない核物質でより強力な原爆を作ろうと模索し、2009年からは威力を増す為の実験を繰り返した、と認識されている。

### 化学兵器・生物兵器弾頭
化学兵器に関しては、北朝鮮は最大5000tの青酸ガス・神経ガスを保有しているとされ、生物兵器に関してはコレラや黄熱病、天然痘、発疹チフス、腸チフス、赤痢など13種類の細菌・ウイルス兵器を保有しているとされる
。